# Rio Mamuru
Rio Mamuru är ett vattendrag i Brasilien.   Det ligger i delstaten Pará, i den centrala delen av landet, 1 700 km nordväst om huvudstaden Brasília.
I omgivningarna runt Rio Mamuru växer i huvudsak städsegrön lövskog. Runt Rio Mamuru är det mycket glesbefolkat, med 4 invånare per kvadratkilometer.